# Janek Valgepea
Janek Valgepea, född 4 juni 1994 i Tallinn, är en estländsk sångare (tenor) som år 2012 slutade sexa i Eesti otsib superstaari. 
Valgepea ställde år 2012 upp i den estniska versionen av Idol där han snabbt blev populär. Han lyckades vara kvar i tävlingen fram till dess att man bara var 6 deltagare kvar. 
År 2013 var han med i Grete Paias nummer vid Eesti Laul 2013. Paia slutade i finalen tvåa, endast slagen av Birgit Õigemeel.